# 10720 Danzl
10720 Danzl este un asteroid din centura principală de asteroizi.

## Descriere
10720 Danzl este un asteroid din centura principală de asteroizi. A fost descoperit pe 5 aprilie 1986 la Kitt Peak National Observatory în cadrul proiectului Spacewatch. El prezintă o orbită caracterizată de o semiaxă mare de 2,18 ua, o excentricitate de 0,14 și o înclinație de 3,1° în raport cu ecliptica.